# Ural-375
O Ural-375 é um caminhão 6×6 de uso geral de 4,5 toneladas produzido na Fábrica Automotiva de Ural na RSFS da Rússia de 1961 a 1993. O Ural-375 substituiu o ZIL-157 como caminhão padrão do Exército Soviético em 1979 e foi substituído pelo Ural-4320.
O Ural-375 foi usado, por exemplo, como plataforma para o lançador de foguetes BM-21 Grad, como transportador de tropas e como transportador de suprimentos.

## Modelos
O Ural-375 vem em vários modelos:

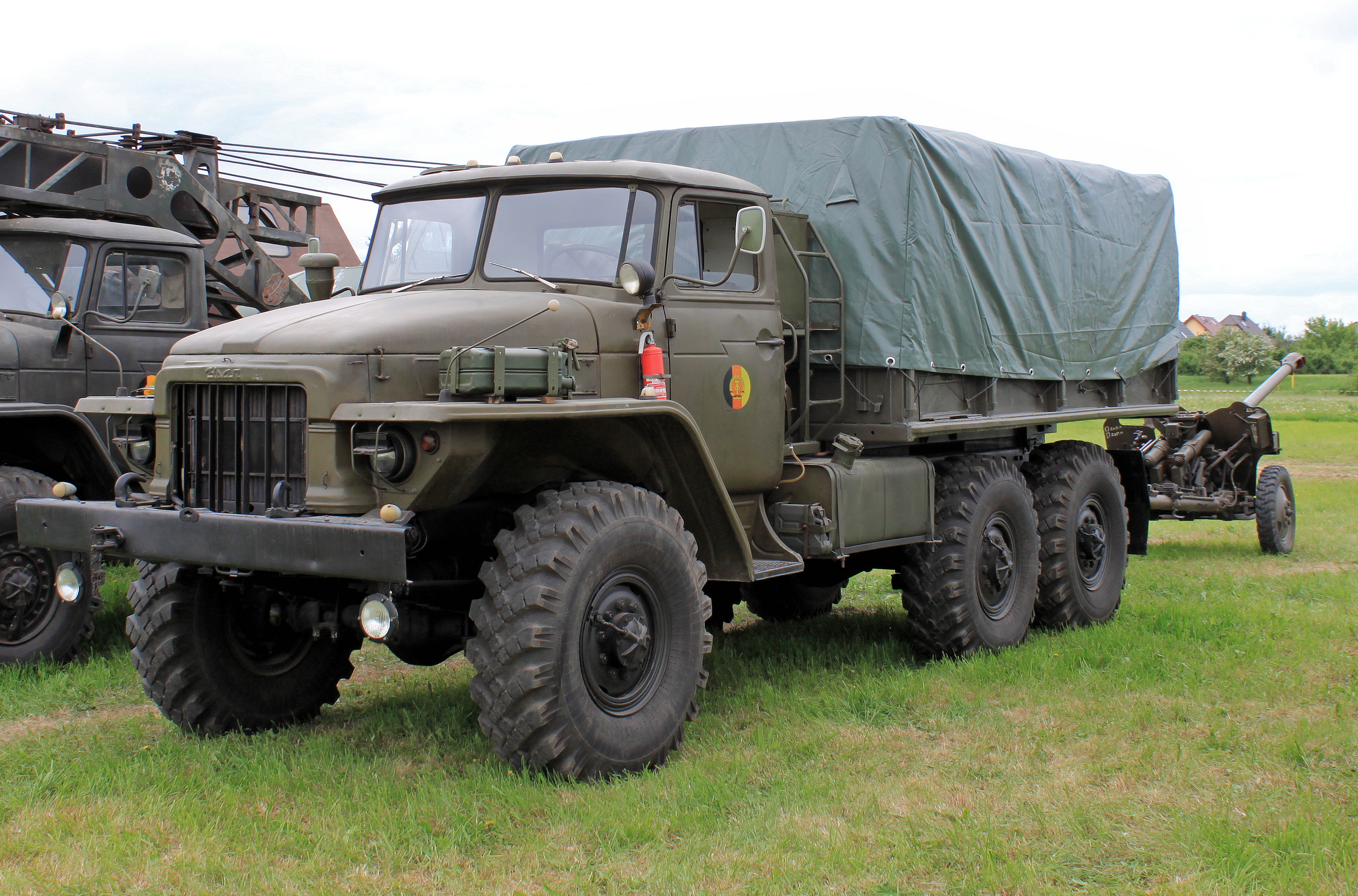
Ural-375D com canhão divisional de 85 mm D-44

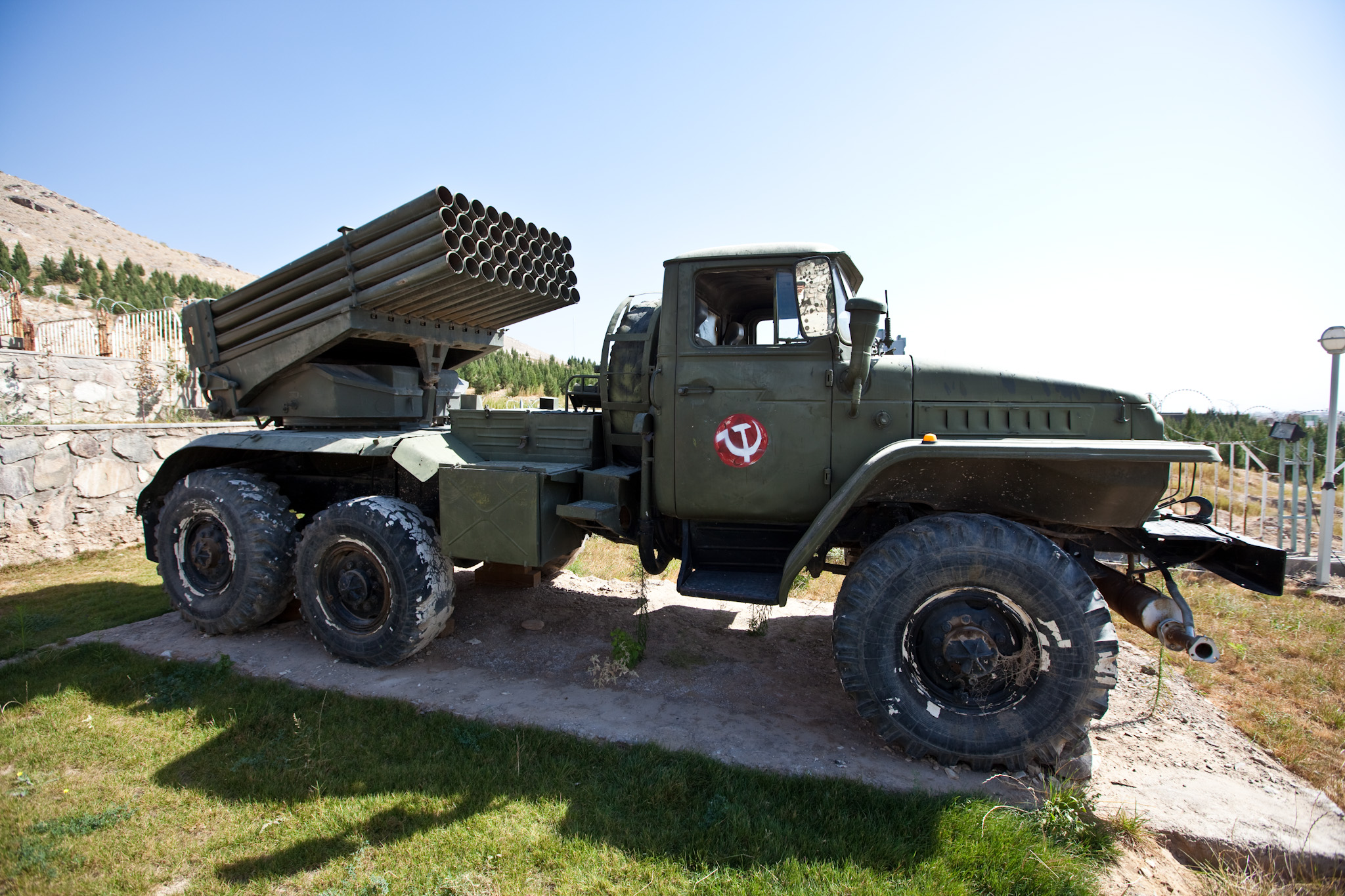
BM-21 Grad em chassi do Ural-375D em um museu em Herate, Afeganistão

- Ural-375, o modelo básico. Tem teto de lona e não tem cabine de aço
- Ural-375A, um modelo um pouco mais longo
- Ural-375D, o 375 mais produzido; tem uma cabine adequada toda em aço
- Ural-375E KET-L, um veículo de recuperação equipado com um guincho dianteiro e um guincho traseiro junto com um guindaste.[2]
- Ural-375S, um trator 6×6
- Ural-377, um caminhão civil 6×4
- Ural-377S, um trator 6×4
- Ural-375DM, versão modernizada do Ural-375D, construída pelo menos até 1991[1]

## Especificações
- Cabina convencional, 3 assentos
- Carga útil: 4.800 kg
- Massa admissível máxima: 13.200 kg

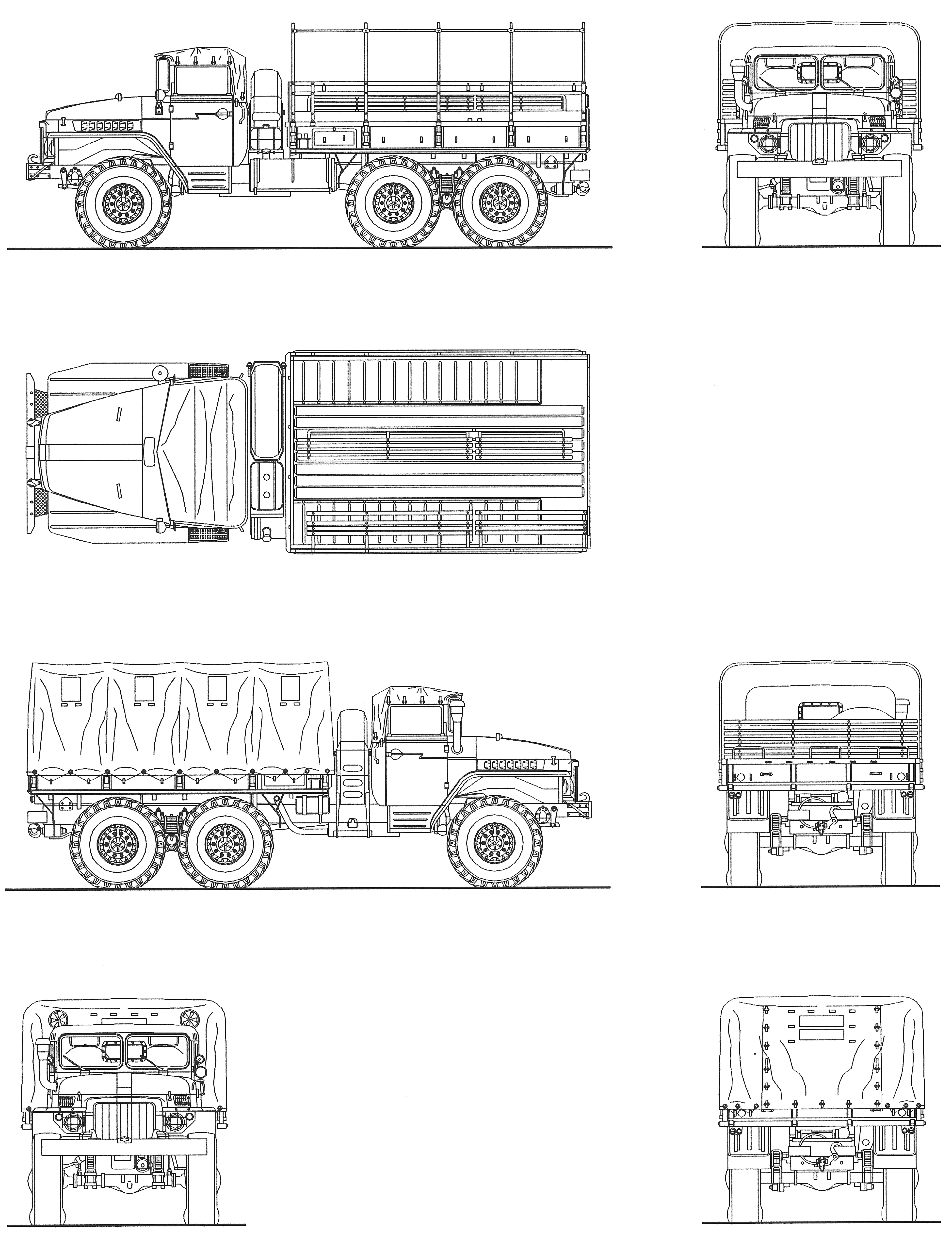
Ural-375

- Suspensão: eixos de viga viva, molas de lâmina
- Motor: 130 kW (180 PS) (GOST) ZIL-375Ya motor pushrod V8 a gasolina de 7,0 litros (carburador)
- Caixa de velocidades: câmbio de 5×2 velocidades
- Velocidade máxima: 75 km/h
- Freios: Freios a tambor pneumáticos
- Profundidade de vau: 1500 mm
- Dimensões: C×L×A = 7350 × 2690 × 2980 mm; inclui lona
- Largura da bitola: 2.000 mm
- Diâmetro de giro: 22.000 mm
- Distância ao solo: 400 mm
- Pneus: 360–510 mm, pressão 49–314 kPa
- Tanque de combustível: 300 + 60 L
- Economia de combustível: 2,2 a 2 km/L

## Operadores
- Angola
- Egito
- Etiópia
- Geórgia
- Hungria

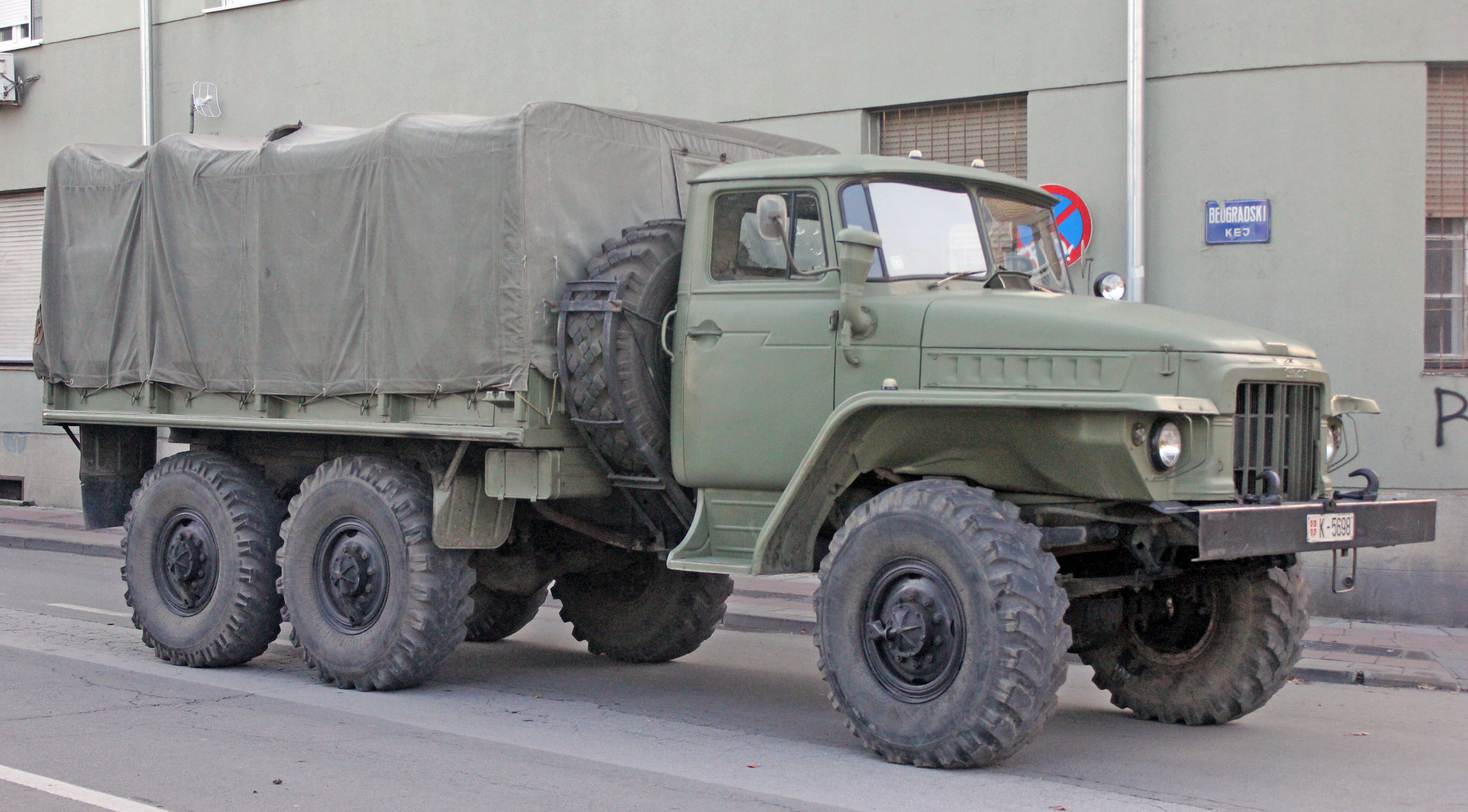
Caminhão Ural-375D do Exército Sérvio

- Irão: Recebeu Ural-375D durante a década de 1970.
- Namíbia
- Coreia do Norte
- Polónia: Apenas variantes especializadas em uso.
- Rússia - Mais de 4.000 em serviço ativo, mais de 10.000 em armazenamento com maior necessidade de revisão.
- Sérvia
- Síria[3]
- Transnístria[4]
- Ucrânia: Visto em uso durante a invasão da Ucrânia pela Rússia[5]
- Vietname[6]

### Ex-operadores
- Afeganistão
- Alemanha Oriental: Passado para a Alemanha.
- Iraque: Todos destruídos ou retirados desde 2003.
- Roménia: Todos destruídos ou retirados, apenas um conhecido em conservação em mau estado.
- União Soviética: Passado para estados sucessores.